# Fabijan Cipot
Fabijan Cipot (Murska Sobota, 25 agosto 1976) è un ex calciatore sloveno, di ruolo difensore.

## Biografia
Ha due figli (Kai e Tio) che sono anch'essi calciatori.